# Рижский, Иван Степанович
Иван Степанович Рижский (7 [18] сентября 1755, Рига — 15 [27] марта 1811, Харьков) — русский писатель, филолог, логик, доктор философии (1807), профессор и первый ректор Императорского Харьковского университета.

## Биография
Родился 7 (18) сентября 1755 года в Риге в семье православного священника. Образование получал в Псковской, а затем Троицкой семинариях, что означало в то время основательную богословскую и гуманитарную подготовку. В период с 1779 по 1786 год преподавал в Троицкой лаврской семинарии риторику, поэзию, историю, римские древности и философию. В январе 1785 года митрополит Платон Левшин обратился в Синод с просьбой о присвоении Рижскому обер-офицерского чина, так как он «должность проходит рачительно и ведет себя честно и по своим наукам к общей пользе трудиться и может и способен». В апреле 1785 года Рижский получает чин губернского секретаря. В октябре его увольняют в гражданскую службу. С 3 октября 1786 года около десяти лет преподает в высших классах Горного училища Санкт-Петербурга латинский и французский языки, риторику, логику, пиитику, историю и географию. В училище Рижский также выполняет обязанности помощника инспектора, руководит переводческой работой на русский язык западных трудов по горному делу. С 27 сентября 1799 по 4 июля 1801 года исполнял должность секретаря в Святейшем синоде. С июля 1801 года — член Берг-коллегии. 3 мая 1802 года был избран членом Императорской Российской Академии. В 1803 году по рекомендации попечителя Харьковского учебного округа графа С. О. Потоцкого и В. Н. Каразина был приглашён профессором русской словесности и красноречия в Харьковский университет. Рижский принимал активное участие в создании Харьковского университета, открытого 17 января 1804 года. На следующий день, на первом заседании Совета университета Рижский был избран первым ректором. Он также возглавил кафедру «красноречия, стихотворства и языка российского». Переизбирался ректором на новый срок (1808—1811). 7 сентября 1807 года награждён орденом Святой Анны II степени. 18 декабря решением Совета университета Рижскому было присвоено звание доктора философии.
Скончался 15 (27) марта 1811 от нервной горячки, совершенным бедняком. Похоронен на Каплуновском кладбище на средства университета.

## Научная деятельность
За годы преподавания в Троицкой семинарии (1778—1786) выходят две книги Рижского: «Сокращение богослужения древних римлян» (Москва, 1784 год) и «Политическое собрание древнего Рима» (Москва, 1786 и Санкт-Петербург, 1788). Также в 1784 году Рижский издал два перевода с латинского: «Краткое понятие о Сенате древних римлян» и «Сокращение Магометанской религии». За время преподавания в Санкт-Петербургском Горном кадетском корпусе Рижский издал два учебника: «Умословие, или Умственная философия» (1790 год) и «Опыт риторики» (1796 год). Рижский перевёл с французского книгу Палласа «Краткое физическое и топографическое описание Таврической области» (1795). Сразу же после избрания в Императорскую Российскую Академию (май 1802 года) Рижский взял на себя труд перевести 12 избранных речей Цицерона. В 1811 году он закончил свой последний труд — «Наука стихотворства» (был издан на средства Академии в 1811 году).

### Известные труды
- "Сокращение богослужения древних римлян, с кратким вступлением, содержащим некоторые древности, касающиеся до города Рима. Собрал из разных писателей Троицкой Семинарии учитель риторики и поэзии Ив. Рижский. — М., 1784 — посвящено митрополиту Платону.
- Политическое состояние Древнего Рима или основание правления, бывшего в Древнем Риме во время царей, республики и императоров. Собрал из разных писателей Ив. Рижский. — М., 1788
- «Политическое состояние Древнего Рима; или основания правления, бывшего в Древнем Риме во время Царей, Республики и Императоров». — Москва, 1788
- Умословие, или Умственная философия, написанная в С.-Петербургском горном училище в пользу обучающегося в нём юношества Иваном Рижским. — Санкт-Петербург, 1790
- «Опыт риторики» — Санкт-Петербург, 1796
- «Введение в круг словесности». — Харьков, 1806
- «Наука стихотворства». — СПб.,1811